# Minturno
Minturno är en stad och en kommun i provinsen Latina i regionen Lazio i Italien.
Kommunen hade 19 726 invånare (2018) och gränsar till kommunerna Coreno Ausonio, Formia, Santi Cosma e Damiano, Sessa Aurunca och Spigno Saturnia. Minturno ligger nära antikens Minturnae.

## Historia
Staden har erövrats av flera olika folk i olika omgångar. Minturnae var en av de tre ausoniska städer som krigade med det Romerska riket år 314 f.Kr. - de andra två var Ausona och Vescia. Staden blev en koloni år 296 f.Kr. Förmodligen förstördes staden år 883, då av saracenerna. Antikens Minturnae övergavs förmodligen för att den låg för nära vattnet, den nya staden som först kallades Traetto och först senare Minturno, låg 141 meter över havet.
Efter slaget vid Garigliano i juni 915 uteslöts staden ur den katolska ligan och två år senare erövrades den av ungrarna. År 1085 erövrades den delvis av Monte Cassino och snart därpå av normanderna.
Under 1200-talet gick staden till Richard V dell'Aquila som var hertig av Gaeta. Därefter var staden en besittning som ägdes av familjen Caetani och senare tilldelades staden, på uppdrag av Karl VIII av Frankrike till hans general Prospero Colonna. Staden var en förläning till familjen Caraffa fram till 1806. Minturno inkorporerades i det nya Kungariket Italien 1861.
Minturno var en del av Gustavlinjen under andra världskriget och led stora bombningar.